# 2378 Pannekoek
2378 Pannekoek (1935 CY) là một tiểu hành tinh vành đai chính được H. van Gent phát hiện vào ngày 13 tháng 2, năm 1935 ở Johannesburg (LS). Tiểu hành tinh này được đặt theo tên của Anton Pannekoek.